# برنامه فضایی سایوز

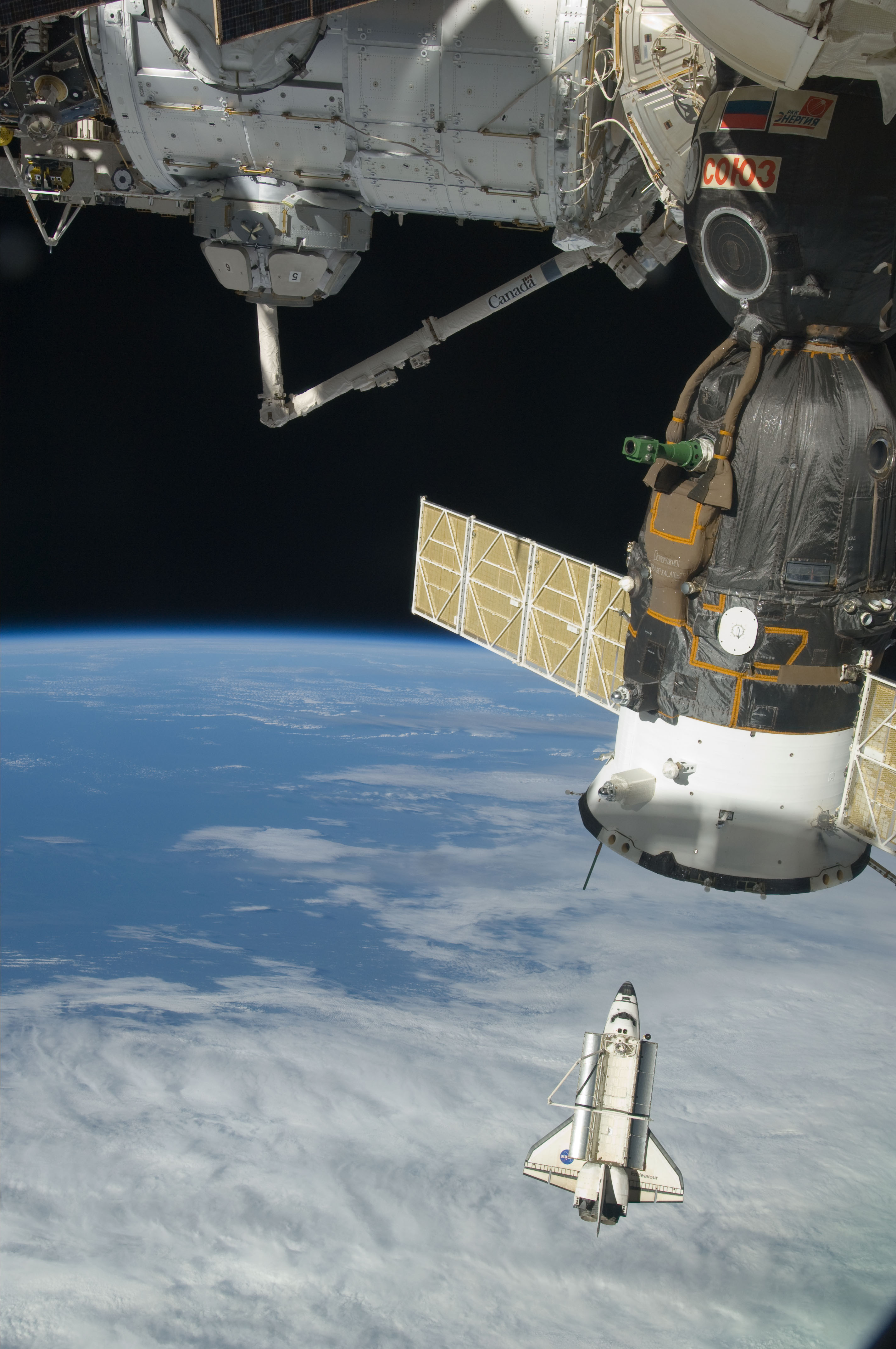
فضایپمای سایوز متصل به ایستگاه فضایی بین‌المللی. شاتل اندور در پس زمینه دیده می‌شود

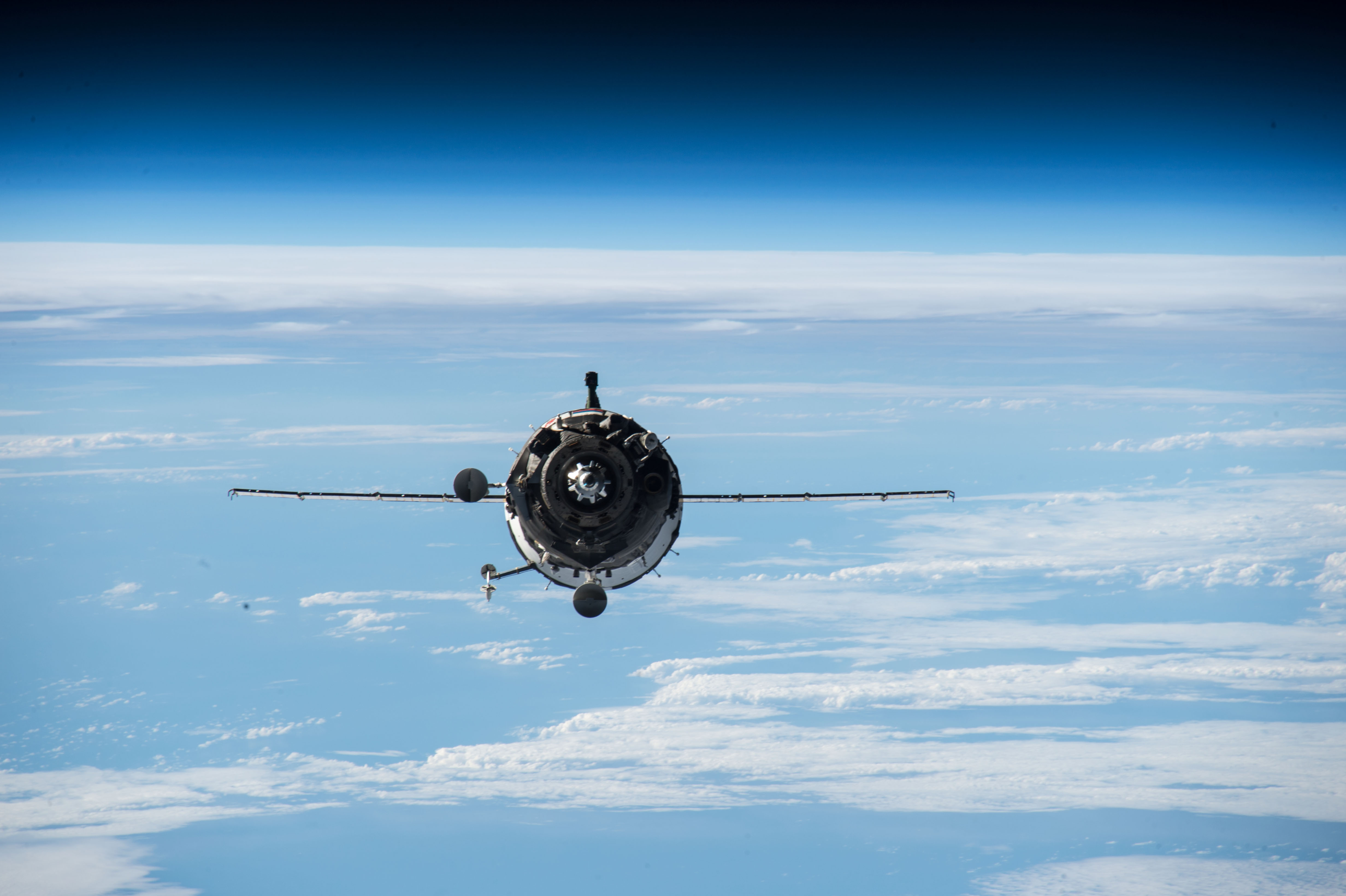
یک فضاپیمای سایوز به ایستگاه فضایی بین‌المللینزدیک می‌شود

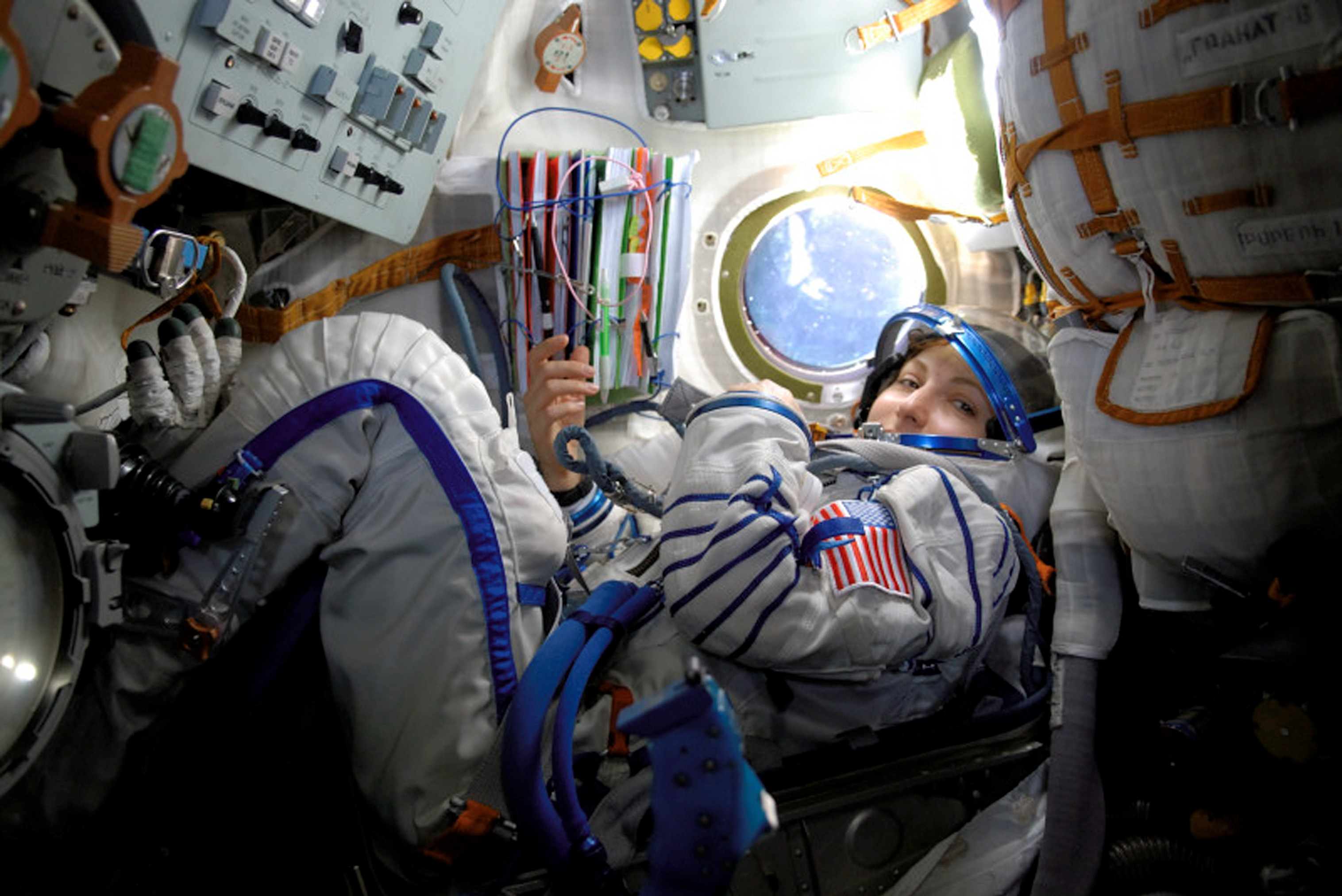
انوشه انصاری داخل فضاپیمای سایوز

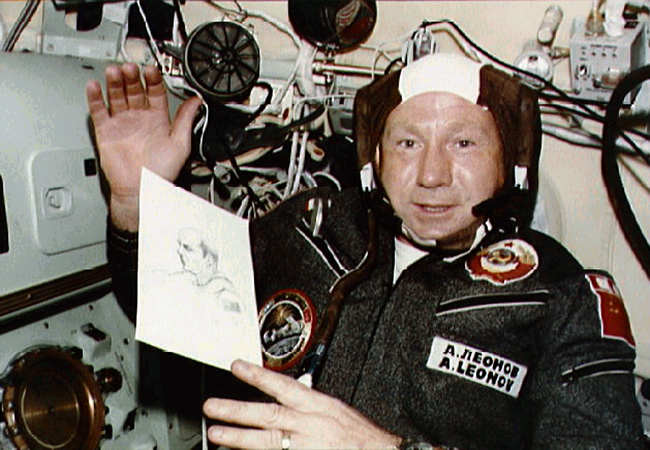
الکسی لئونوف در طول مأموریت تاریخی سایوز۱۹

سایوز (به روسی: Союз )(به معنای اتحاد) بعد از پروژه‌های وستوک و وسخود سومین برنامه فضایی سرنشین‌دار سازمان فضایی شوروی می‌باشد که در ابتدا با هدف فرود فضانوردان روسی بر سطح ماه طراحی شده بود. مدیریت مأموریت‌های سایوز هم‌اکنون بر عهده سازمان فضایی روسیه قرار دارد.

پرتاب فضانوردان به ایستگاه فضایی بین‌المللی فضایی حدفاصل آخرین پرواز شاتل فضایی آتلانتیس در مأموریت اس‌تی‌اس-۱۳۵ تا پرتاب کرو دراگون ۲ توسط فضاپیماهای سایوز انجام می‌شد. موشک‌های پرتاب سایوز و فضاپیماهای سایوز از زمان شروع به کار این پروژه تاکنون چندین بار مورد بازبینی قرار گرفته و بهینه شده‌اند. همچنین فضاپیماهای زوند، فضاپیمای ترابری پروگرس و فضاپیمای چینی ژنژو نیز بر مبنای فضاپیمای سایوز توسعه یافته‌اند.